# Ernesto Cardenal
Ernesto Cardenal (Granada (Nicaragua), 20 januari 1925 – Managua, 1 maart 2020) was een Nicaraguaans katholiek priester, dichter en politicus. Cardenal was als een van de voornaamste bevrijdingstheologen verbonden aan de Sandinistische beweging. Van 1979 tot 1987 was hij de eerste minister van Cultuur van Nicaragua. Hij staat ook bekend als dichter.

## Loopbaan
Ernesto Cardenal was afkomstig uit een gegoede familie. Hij studeerde literatuur, eerst in Managua, later in Mexico (1942-1946) en New York (1947-1949). In 1949 en 1950 reisde hij door Italië, Spanje en Zwitserland.
In juli 1950 keerde hij terug naar Nicaragua, waar hij in 1954 deelnam aan de Nicaraguaanse Aprilrevolutie, die gericht was tegen het regime van dictator Anastasio Somoza García. Deze staatsgreep mislukte en eindigde met de dood van veel van zijn medestanders. Cardenal trad hierna toe tot het Trappistenklooster van Gethsemani (Kentucky) in de Verenigde Staten, waar op dat ogenblik Thomas Merton, bekend monnik-auteur, novicemeester was. Hij leefde er onder de naam broeder Lawrence. In 1959 verliet hij deze gemeenschap om theologie te gaan studeren in Cuernavaca in Mexico.
Cardenal werd in 1965 in Granada tot priester gewijd. Hij ging hierna naar de Solentiname Eilanden waar hij een communeachtige christelijke gemeenschap oprichtte, die voornamelijk uit boeren bestond. Hieruit kwam uiteindelijk een kunstenaarskolonie voort. Hier schreef Cardenal het beroemde boek El Evangelio de Solentiname ("Het Evangelie van Solentiname").
Cardenal werkte nauw samen met het marxistische Sandinistisch Nationaal Bevrijdingsfront (Frente Sandinista de Liberación Nacional, FSLN) dat als doel had het bewind van Anastasio Somoza Debayle te bestrijden. Hiertoe werd een guerrilla op touw gezet waaraan velen uit de gemeenschap van Solentiname deelnamen. Het jaar 1977 was cruciaal voor de gemeenschap van Cardenal: nadat het hoofdkwartier van Somoza's Nationale Garde in San Carlos (Nicaragua), op enige kilometers van de gemeenschap, was aangevallen, overviel deze Solentiname en brandde het plat. Als gevolg hiervan vluchtte Cardenal naar Costa Rica.
Op 19 juli 1979, direct na de overwinning van de Sandinisten op Somoza (Sandinistische Revolutie, val van Managua), werd Cardenal benoemd tot minister van Cultuur in het nieuwe Sandinistische regime. Hij vervulde deze functie tot 1987, toen zijn ministerie om economische redenen gesloten werd. Toen paus Johannes Paulus II in 1983 Nicaragua bezocht, las hij Cardenal openlijk de les, toen die op het vliegveld van Managua voor hem ging knielen, omdat deze zich verzet had tegen het bevel van Johannes Paulus om zijn ministerpost op te geven: Usted tiene que arreglar sus asuntos con la Iglesia (Je moet je zaken regelen met de Kerk). Volgens het beleid van het Vaticaan en het Kerkelijk Wetboek is het priesters immers verboden om een politiek mandaat op zich te nemen. Hierom werd Cardenal als priester door het Vaticaan geschorst. 
Cardenal verliet de FSLN in 1994 als protest tegen de autoritaire weg die de partij was ingeslagen onder Daniel Ortega. Hij benadrukt echter dat hij zijn linkse opvattingen behouden heeft. Hij was lang lid van de Movimiento de Renovación Sandinista (MRS), de Sandinistische Vernieuwingsbeweging die in 2006 deelnam aan de algemene verkiezingen van Nicaragua. Paus Franciscus heeft in februari 2019 de sanctie opgeheven en de 94-jarige Cardenal opnieuw tot het priesterambt toegelaten.
Cardenal was jarenlang een polemische figuur in de Nicaraguaanse literatuur. Hij is in eigen land wel beschreven als "de belangrijkste dichter van dit moment in Latijns-Amerika". Hij werd in mei 2005 genomineerd voor de Nobelprijs voor de Literatuur.
Cardenal trad in 2012 op in Nijmegen voor het Titus Brandsma Instituut. Hij overleed op 95-jarige leeftijd.

## Poëzie
- Gethsemani Ky
- Hora 0 ("Het uur Nul")
- Epigramas ("Epigrammen")
- Oración por Marilyn Monroe ("Gebed voor Marilyn Monroe")
- El estrecho dudoso ("De twijfelende straat")
- Los ovnis de oro ("Gouden ufo's")
- Homenaje a los indios americanos ("Hommage aan de Amerikaanse Indiaan")
- Salmos ("Psalmen")
- Oráculo sobre Managua ("Gebed voor Managua")
- Con Walker en Nicaragua ("Met Walker in Nicaragua en andere vroege gedichten")
- El telescopio en la noche oscura ("Telescoop bij donkere nacht")
- Pluriverse: gelecteerde nieuwe gedichten